# 7 Series Sampler: Ashanti
7 Series Sampler: Ashanti é um álbum de compilação da cantora norte-americana Ashanti, lançado nos Estados Unidos no dia 20 de Maio de 2003, pela gravadora Murder Inc..
| Críticas profissionais                                                      | Críticas profissionais |
| Avaliações da crítica                                                       | Avaliações da crítica  |
| Fonte                                                                       | Avaliação              |
| --------------------------------------------------------------------------- | ---------------------- |
| Allmusic                                                                    | [ 2 ]                  |
| Esta tabela precisa de ser acompanhada por texto em prosa. Consulte o guia. |                        |

## Faixas
| Edição padrão |                                                   |                                               |         |  |
| N.º           | Título                                            | Compositor(es)                                | Duração |  |
| 1.            | "Foolish"                                         | 7 Aurelius, I. Lorenzo, E. Jordan, M. DeBarge | 3:48    |  |
| 2.            | "Happy"                                           | R. Calhouh, A. Parker, I. Lorenzo             | 4:22    |  |
| 3.            | "Baby"                                            | 7 Aurelius, I. Lorenzo, M. Dean, B. Jordan    | 4:25    |  |
| 4.            | "Over"                                            | A. Parker, I. Lorenzo                         | 5:35    |  |
| 5.            | "Dreams"                                          | 7 Aurelius, I. Lorenzo, M. DeBarge            | 4:15    |  |
| 6.            | "Leaving (Always on Time Part. II)" (com Ja Rule) | 7 Aurelius, I. Lorenzo, J. Atkins             | 3:57    |  |
| 7.            | "Movies"                                          | 7 Aurelius, I. Lorenzo, R. Wright, J. Thomas  | 4:09    |  |

## Desempenho
| Tabelas musicais (2003)             | Melhor posição |
| ----------------------------------- | -------------- |
| Estados Unidos - Billboard 200      | 142            |
| Estados Unidos - R&B/Hip-Hop Albums | 87             |